# Деннвайлер-Фронбах
Деннвайлер-Фронбах (нім. Dennweiler-Frohnbach) — громада в Німеччині, розташована в землі Рейнланд-Пфальц. Входить до складу району Кузель. Складова частина об'єднання громад Кузель.
Площа — 6,13 км2. Населення становить 269 ос. (станом на 31 грудня 2020).